# Język sikule
Język sikule (a. sichule, sigulai, sikhule), także: salang, simeulue barat, wali banuah – język austronezyjski używany przez grupę ludności na wyspie Simeulue, u zachodniego wybrzeża Sumatry w Indonezji. Według danych szacunkowych (SIL International) posługuje się nim 20 tys. osób.
Jego obszar obejmuje zachodni fragment wyspy (kecamatany Salang i Simeulue Barat).
Jeden z dwóch lokalnych języków wyspy; drugim z nich jest simeulue (simalur). Wyróżnia się dwa dialekty: lekon (leukon), tapah. Sikule jest blisko spokrewniony z językiem nias.
Zagrożony wymarciem, jest częściowo wypierany przez język indonezyjski (na obszarze dialektu lekon). Pewne informacje nt. tego języka opublikował Hans Kähler.